# 297-ма піхотна дивізія (Третій Рейх)
297-ма піхотна дивізія (Третій Рейх) (нім. 297. Infanterie-Division) — піхотна дивізія Вермахту за часів Другої світової війни.

## Історія
297-ма піхотна дивізія була сформована 31 січня 1940 року в Брук-ан-дер-Лайта в XVII-му військовому окрузі під час 8-ї хвилі мобілізації Вермахту.

## Райони бойових дій
- Німеччина (січень — липень 1940);
- Генеральна губернія (липень 1940 — червень 1941);
- СРСР (південний напрямок) (червень 1941 — жовтень 1942);
- СРСР (Сталінград) (жовтень 1942 — січень 1943);
- Франція (квітень — червень 1943);
- Сербія (червень — вересень 1943);
- Албанія (вересень 1943 — вересень 1944);
- Балкани (вересень 1944 — травень 1945).

## Командування

### Командири
1-ше формування
- генерал-лейтенант, з 1 грудня 1942 — генерал артилерії Макс Пфеффер (нім. Max Pfeffer) (5 квітня 1940 — 16 січня 1943);
- генерал-майор Моріц фон Дреббер (нім. Moritz von Drebber) (16 — 25 січня 1943);

2-ге формування
- генерал-лейтенант Фрідріх-Вільгельм Дойч (нім. Friedrich-Wilhelm Deutsch) (1 вересня 1943 — 17 лютого 1944);
- генерал-лейтенант Отто Гулльманн (нім. Otto Gullmann) (17 лютого — 26 жовтня 1944);
- генерал-лейтенант Альбрехт Баєр (нім. Albrecht Baier) (26 жовтня 1944 — 8 травня 1945).

## Нагороджені дивізії
Нагороджені дивізії
Нагороджені Сертифікатом Пошани Головнокомандувача Сухопутних військ для військових формувань Вермахту за збитий літак противника (7)
- 16 травня 1942 — 524-й піхотний полк за дії 23 листопада 1941 (113);
- 16 травня 1942 — 297-й розвідувальний батальйон за дії 27 листопада 1941 (114);
- 16 травня 1942 — 3-тя піхотна рота 524-го піхотного полку за дії 23 лютого 1942 (137);
- 24 вересня 1942 — 12-та піхотна рота 522-го піхотного полку за дії 11 травня 1942 (234);
- 24 вересня 1942 — 522-й піхотний полк за дії 29 травня 1942 (251);
- 24 вересня 1942 — 523-й піхотний полк за дії 2 липня 1942 (254);
- 24 вересня 1942 — штабна рота 522-го піхотного полку за дії 31 травня 1942 (255).

|  | Кавалери Золотого Німецького Хреста                                                                        | 45                                           |
|  | Кавалери Лицарського хреста Залізного хреста з Дубовим листям                                              | 1 (№ 186 гауптман Віллі Рідель — 25.01.1943) |
|  | Кавалери Лицарського хреста Залізного хреста                                                               | 10 у т.ч. 1 непідтверджене                   |
|  | Кавалери Почесної відзнаки сухопутних військ «Почесна застібка на орденську стрічку для Сухопутних військ» | 7                                            |

- Нагороджені Сертифікатом Пошани Головнокомандувача Сухопутних військ (6)
- Нагороджені Сертифікатом Пошани Головнокомандувача Сухопутних військ за збитий літак противника (5)